# Тумер (Медведевский район)
Тумер — деревня в Медведевском районе Марий Эл Российской Федерации. Входит в состав Шойбулакского сельского поселения.
Численность населения — 14 человек (2014 год).

## География
Располагается в 20 км от административного центра сельского поселения — села Шойбулак.

## История
Впервые упоминается в списках селений Царевококшайского уезда в 1795 году как выселок Кабаксола. В 1922 году Кабаксола входила в Арбанскую волость.
В 1931 году образован колхоз имени Сталина. В 1935 году построена ферма. В 1936 году колхоз имени Сталина объединился с сельхозартелью «Мотор», образованной в этой же деревне.
Указом Президиума Верховного Совета РСФСР в 1952 году Кабаксола была переименована в деревню Тумер. В 1970 году деревня вошла в состав совхоза «Шойбулакский».

## Население
| 2010 | 2011 | 2012 | 2013 | 2014 |
| ---- | ---- | ---- | ---- | ---- |
| 12   | ↘8   | ↗14  | →14  | →14  |

Национальный состав на 1 января 2014 г.:
| Национальность | Численность, чел. | Доля    |
| -------------- | ----------------- | ------- |
| всего          | 14                | 100,0 % |
| Марийцы        | 13                | 92,9 %  |
| Русские        | 1                 | 7,1 %   |

## Описание
Улично-дорожная сеть деревни имеет щебневое покрытие. Жители проживают в индивидуальных домах, не имеющих централизованного водоснабжения и водоотведения. Деревня не газифицирована.